# Summit, Quận Waukesha, Wisconsin
Summit là một làng thuộc quận Waukesha, tiểu bang Wisconsin, Hoa Kỳ. Năm 2006, dân số của làng này là 4999 người.